# Ferdinand Mertins
Ferdinand Mertins (* 6. April 1864 in Schmalleningken; † 2. April 1943 in Königsberg) war ein deutscher Politiker (USPD, SPD).

## Leben
Nach dem Besuch der Volksschule absolvierte Mertins eine Schuhmacherlehre. Er engagierte sich in der ostpreußischen Arbeiterbewegung, trat in die SPD ein und war seit 1892 Vertrauensmann der Partei für den Wahlkreis Gumbinnen. Von 1910 bis 1917 arbeitete er als Expedient für die Volkszeitung in Königsberg, wo er gleichzeitig dem Parteivorstand angehörte. Er war Absolvent der sozialdemokratischen Reichsparteischule und kandidierte bei der Reichstagswahl 1912 erfolglos für den Reichstag.
Mertins verließ die SPD 1917 und wurde Mitglied der USPD, für die er von 1917 bis 1919 als Parteisekretär arbeitete. Während dieser Zeit war er auch als Redakteur für die USPD-Zeitungen Die Volksstimme und Freiheit in Königsberg tätig. Im April 1919 nahm er als Delegierter am Zweiten Rätekongress in Berlin teil. Von 1919 bis 1933 arbeitete er hauptberuflich als Gewerkschaftssekretär in Königsberg. 1927 wurde er stellvertretender Vorsitzender des Provinzialkartells der Gewerkschaften Ostpreußens.
Mertins war von 1918 bis 1933 Stadtverordneter in Königsberg, wurde 1921 in den Stadtverordnetenvorstand gewählt und war später Stadtverordnetenvorsteher. Er wurde im Februar 1921 als Abgeordneter für die USPD in den Preußischen Landtag gewählt. Im Herbst 1922 kehrte er mit der Vereinigung von USPD und MSPD zur SPD zurück. Dem Landtag gehörte er ohne Unterbrechung bis zum Ende der vierten Legislaturperiode 1933 an. Im Parlament vertrat er den Wahlkreis 1 (Königsberg).
Während der Zeit des Nationalsozialismus war er im Ruhestand und wurde überwacht.